# 漂流郵局

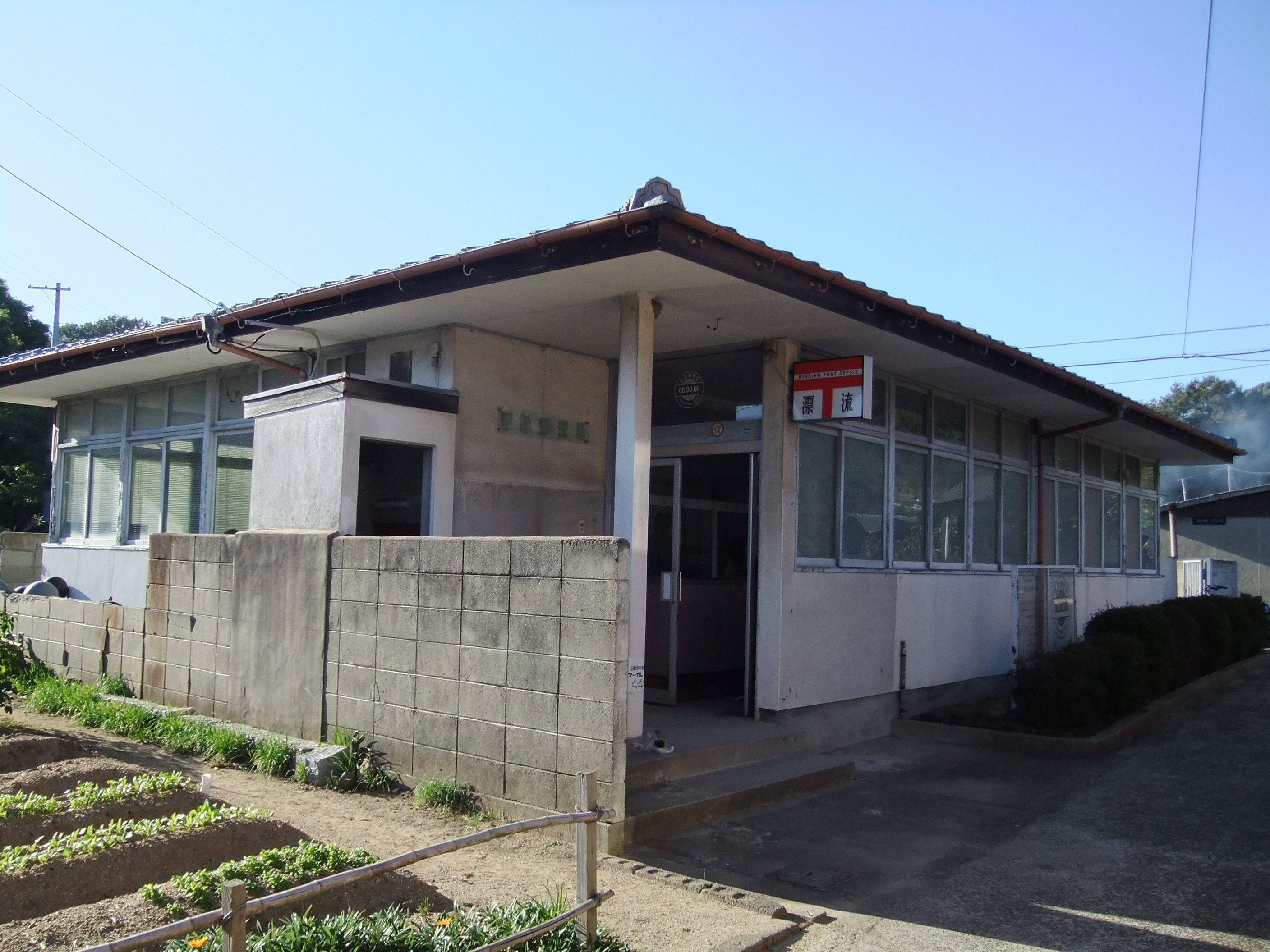
漂流郵局

漂流郵局（日语：／ Hyōryūyūbinkyoku））是日本藝術家久保田沙耶的藝術作品，位於香川縣三豐市詫間町粟島，這座「郵局」是利用粟島郵局原址來收集郵寄地址不明的信件。漂流郵局是久保田在2013年度瀨戶內國際藝術祭的作品，她同時在漂流郵局擔任「職員」，而「局長」則由曾任粟島郵局局長的中田勝久出任。雖然叫作「郵局」，但是與日本郵政的子公司日本郵便無任何關係。郵局的信件大多以寄給死者為主，那些信件保存在局內的郵政信箱內，讓訪客自由取閱。最初，「郵局」計劃運作一個月左右，可是由於不斷收到來自各地的信件，最終改為長期運作，並且在每個月的第2和第4個星期六，下午1時至4時期間對外開放。2015年2月，郵局的收信量達到至少3,800封，其中的69封在同月輯錄成書出版。

## 概說
漂流郵局是改裝自原本木造的舊郵局。漂流郵局從各地收到的信件，大多是以無法收信者為收件人，例如死者、未來的子孫、過去無法傳達自己意思的初戀對象、自己和長年的愛用品等等，其中寄給死者的信件最多。寄件人無需寫上姓名，只需要在信件填上漂流郵局收，然後寄出便可。漂流郵局呼籲寄件人以明信片代替信封。
漂流郵局收到信件後會保管於「漂流郵政信箱」。郵政信箱由建築家松島潤平設計，由馬口鐵製成，總數有100個，彼此之間由鋼琴線串連起來，懸浮在半空中。郵政信箱的概念是源於收件人不明，因此信件只能停留在郵局漂流，與此同時轉動郵政信箱的話可以聽到海浪聲。另外，
郵局內有發售以漂流郵局為收件人的寄件套裝，有些人則直接在郵局內寫信。

## 歷史
久保田認為粟島過去漂流著各種物、事和人。最初，她為了參加瀨戶內國際藝術祭，前往粟島尋找靈感，其後她到達了1964年建成，營業至1991年為止的舊粟島郵局，她從郵局的窗看到自己時感受到自己漂流至此。然後，久保田希望將這種感覺傳達給其他人，便創作了漂流郵局這個作品，並且在2013年10月5日正式對外開放。
在瀨戶內國際藝術祭期間，郵局的入場費為300日元，入場時間為上午10時至下午5時。中田局長和久保田偶而露面。為期31天的藝術祭期間，郵局總共收到約400封信。最初，郵局預算在會期內營運一個月，但是其後每月平均仍然收到200封信，久保田便決定讓漂流郵局繼續運作。
2014年5月10日，漂流郵局獲NHK綜合頻道節目《早安日本》介紹，收件總數亦上升至1,500封以上。同年8月24日，漂流郵局首次在粟島以外運作，在香川縣高松機場設置分局。10月18日至10月20日期間，漂流郵局亦曾以「秋開局」的名義運作，並且舉行了由僧人組成的樂隊表演。
2015年1月，收件總數為約3,500封，2月上升至3,800封以上。在2014年的夏天，出版社小學館的編輯前往漂流郵局，在看見有人全神貫注地細閱信件後，便策劃讓漂流郵局的信件輯錄成書，在2月2日出版了《漂流郵局 代為保管收件人不明的信件》（漂流郵便局 届け先のわからない手紙、預かります）收錄了69封寄到漂流郵局的信，同年2月7日為了紀念書籍出版，當天特意開門營業。

## 交通
粟島汽船在粟島與三豐市詫間町的須田港之間有固定班次來往兩地，一日8班航班，航程為15分鐘。島上沒有公共交通工具，只能步行或騎乘公共自行車。從粟島港出發，步行約10分鐘便可到達漂流郵局。
漂流郵局在每月第2和第4個星期六，下午1時至4時營業。一般情況下，只有中田局長在漂流郵局，久保田則不在。漂流郵局將收到的信件視為藝術品，因此任何人均可以閱讀信件。然而，由於職員也不清楚哪一封信存放於哪一個郵政信箱，因此可以將信件放回原本郵政信箱以外的信箱，讓信件繼續漂流。如果認為信件的收件人是自己的話，亦可將那封信件拿走。

## 外部連結
- アートプロジェクト「漂流郵便局」 | MISSING POST OFFICE - 官方網站
- 漂流郵便局 | 三豐市觀光交流局 - 设于三豐市觀光交流局名下的官方网站（繁体中文）
- 漂流郵便局的Facebook專頁
- 漂流郵便局的X（前Twitter）

34°16′13.7″N 133°37′53.7″E / 34.270472°N 133.631583°E